# 唐佩德罗
唐佩德罗是巴西马拉尼昂州的一个市镇。总面积369.964平方公里，总人口20985人，人口密度56.7人/平方公里。